# (37453) 4311 P-L
4311 P-L (asteroide 37453) é um asteroide da cintura principal. Possui uma excentricidade de 0.13876090 e uma inclinação de 3.30747º.
Este asteroide foi descoberto no dia 24 de setembro de 1960 por Cornelis Johannes van Houten e Ingrid van Houten-Groeneveld e Tom Gehrels em Palomar.